# 土屋伸之
土屋 伸之（つちや のぶゆき、1978年〈昭和53年〉10月12日 - ）は、日本のお笑いタレント、俳優、声優。お笑いコンビ・ナイツのツッコミ担当。相方は塙宣之。マセキ芸能社所属。

## 経歴
演歌歌手の津島明希（津島波子）の息子。
『欽ちゃんのどこまでやるの!』（テレビ朝日系）の『見栄晴の弟』のようなオーディション（本人談）に子役として参加し、最終選考まで進んだことがあったという。本人曰く「（最終選考まで進んだあたりで番組が終わったということで）もし続いていたら、見栄晴さんの弟だったかも」ということで、欽ちゃんファミリーだったかもしれないと語っている。
大学生時代は公認会計士を志していたが、勉強についていけなくなり断念。その当時に大学の落語研究会のライブをよく観に行って「癒された」ということで、自らも落語研究会に入る。落研では「山銭」というコンビでシュールなコントをやっていた。山銭という名前は当時一年上で部長だった塙が命名。就職活動中に塙から誘われて、芸人を志すようになった。
2009年3月7日放送の『チューボーですよ!』で、3月中に結婚予定ということを明かした。プロポーズは電話で行った。その後「3月16日に一般人女性と3年の交際を経ての結婚」と18日に報道された。妻は元六本木のNo.1ホステスで、土屋は従業員として彼女の送迎を担当していた。結婚後もその主従関係は続いている。レギュラー番組の『ラジオビバリー昼ズ』では、リスナーからの恐妻家エピソードを紹介するコーナー名に土屋の妻の名前（公式サイトではカタカナ表記）が入っている。
2児の父。2010年10月5日に長男が、2012年6月13日に長女が誕生している。
2013年6月13日、漫才協会の理事に就任。
2014年2月26日、同日放送の『マツコ&有吉の怒り新党』では、「新3大・○○調査会」のコーナーで海外ドキュメンタリー番組の吹き替えを担当。3 - 5人の登場人物の声を全て1人で演じ分け、マツコ・デラックスや有吉弘行から賞賛を受けた。
2017年6月12日、漫才協会の常務理事に就任。
2019年2月11日、自身が没頭する趣味の『消しゴムサッカー』を普及するために、動画サイトYouTubeにてチャンネル『つちやのぶゆき 世界消しサカ協会 Nobuyuki Tsuchiya WEFA』を開設。
2020年、消しサカのプレーヤー（キン消し）を作成するために、3Dプリンターを始めた。3Dプリンタの師に、劇団ひとりがいる。
2021年9月30日、『プレバト!!』の「秋の水彩画コンクール」で初優勝を果たした。
2021年12月9日公開の『浅草キッド』にて、ビートきよし役を好演。山形弁を駆使する難解な役を演じ切って見せ、業界内外からの評判が高く数々の賞を受賞した。
2022年1月に塙が、2月には土屋が新型コロナウイルスに感染して療養した。7月に土屋が再度陽性判定を受け療養した。

## 人物
「ナイツのヤホーじゃない方」と言われることがある。そのため「じゃない方芸人」として2009年4月9日の『アメトーーク!』に出演し、自身の目立たないエピソードを披露した。
塙の「ヤホー」のボケに対して、毎回異なるツッコミを入れる。
眼鏡は伊達眼鏡。馬が大好きで、馬と馬に乗っている騎手の絵だけ上手く描けるという。

## 出演
コンビとしての出演はナイツ#出演番組を参照。

### テレビ番組
- Eテレ0655、Eテレ2355（2010年3月29日 - 、NHK Eテレ）『忘れもの撲滅委員会』『2度寝注意報発令中!』
- MIXびじゅチューン!(2022年2月20日 - 、NHK Eテレ） - パペット「縄文土器先生」 役
- NHK高校講座 あらためまして ベーシック国語（2017年4月11日 - 2018年4月1日・以降リピート放送中、NHK Eテレ） - オウム 役（声の出演）
- 競馬ブロス（2023年4月4日 - 、グリーンチャンネル） - MC
- ハロプロ!TOKYO散歩（2019年8月 - 2020年1月、スペースシャワーTVプラス/BSスカパー!） - MC
  - つばきファクトリーのハロプロ!TOKYO散歩（2020年8月 − 2021年3月、スペースシャワーTVプラス/BSスカパー!） - MC
  - アンジュルムのハロプロ!TOKYO散歩（2021年6月 − 2022年10月・2023年1月 - 、スペースシャワーTVプラス→スペースシャワーTV/BSスカパー!） - MC
- 激レアさんを連れてきた。（2023年11月13日、テレビ朝日）MCの弘中綾香アナウンサーが10月23日の放送をもって産休入りしたため、代役3人目としてこの日に登場[12]。

過去の出演
- うまズキッ!（2013年1月6日 - 2016年12月25日、フジテレビ） - 準レギュラー
- イチオシ大予想TV「馬キュン!」（2013年2月2日 - 2016年7月30日、BSフジ） - 不定期出演
- 未来ロケット（2014年4月19日 - 2015年3月20日、フジテレビ） - ナレーション

特番
- バカリズムの新説ハラスメント大事典（2018年10月22、29日、TVQ九州放送）
- スペースツヨシの地球人を吸い上げてみたら（2021年11月27日、テレビ東京）[13]

### WEB番組
- 最上もがのもがマガ!（AbemaTV、2016年4月11日 - 2017年9月11日）
- イチオシ大予想TV「馬キュン!」| → 馬キュン!（YouTube「株式会社ズノー」 → 「BAKUN!?」、FRESH! 2016年10月1日 - 2019年） - 不定期出演

### テレビドラマ
- 孤独のグルメ Season5 第12話（2015年12月19日、テレビ東京） - 社長 役
- 警視庁・捜査一課長 season3 - （2018年5月31日 - 、テレビ朝日） - 谷保健作役[14]
- うつ病九段（2020年12月20日、NHK BSプレミアム） - 羽生善治 役[15]
- DOCTORS〜最強の名医〜 2023新春スペシャル（2023年1月3日、テレビ朝日） - 大村智己 役
- 晩酌の流儀（テレビ東京） - 肉山 役
  - 晩酌の流儀3 第1話・第3話・第9話・最終話（2024年6月29日・7月13日・8月31日・9月21日）[16]
  - 晩酌の流儀4 〜夏編〜（2025年6月28日 - ）[17]

### 配信ドラマ
- 浅草キッド（2021年12月9日 - 、Netflix） - ビートきよし 役[18]
- 戦国サウナ（2023年11月13日 - 、YouTube） - 千利休 役[19]

### 劇場アニメ
- それいけ!アンパンマン ミージャと魔法のランプ（2015年7月4日公開） - お菓子の魔神 役[20]

### 映画
- 漫才協会 THE MOVIE 舞台の上の懲りない面々（2024年3月1日、KADOKAWA/ミックスゾーン/中京テレビ放送/ミラクルヴォイス[21]）ナレーション

### ラジオドラマ
- 青春アドベンチャー（NHK-FM）
  - 「風の向こうへ駆け抜けろ」（2017年10月2日 - 13日） - 鈴田競馬 広報・大泉 役[22]
  - 「蒼のファンファーレ」（2018年5月7日 - 18日） - 鈴田競馬 広報・大泉 役[23]
- ラジオシアター〜文学の扉（TBSラジオ）
  - カイロ団長（2018年8月19日）
  - オツベルと象（2018年8月26日）